# Fosforo
Il fosforo è l'elemento chimico che ha come numero atomico 15 e come simbolo P, dal nome latino phosphorus, ricavato dal greco φωσφόρος (fosfóros), portatore di luce. È un elemento non metallico, il secondo del gruppo 15 della tavola periodica degli elementi (gruppo dell'azoto) e del 3° periodo, seguíto nel gruppo dall'arsenico, al quale è più simile nel comportamento chimico che all'azoto.
In condizioni ambiente esiste in diverse forme allotropiche (vedi in seguito), tra cui il fosforo bianco, che è solido molecolare bassofondente, punto di fusione 44,15 °C, molto solubile in solfuro di carbonio.
Il fosforo non si trova in natura allo stato elementare, ma è presente nei minerali fosfatici (sali dell'acido fosforico), che sono abbondanti in alcune rocce; gli ioni fosfato sono presenti nelle cellule degli esseri viventi, del cui metabolismo è un componente essenziale. Il fosforo elementare è estremamente reattivo e, combinandosi con l'ossigeno emette una tenue luminescenza, da cui prende origine il suo nome. Il principale uso industriale del fosforo è nella produzione di fertilizzanti. È impiegato anche nella produzione di esplosivi, fiammiferi, fuochi artificiali, fitofarmaci, dentifrici, detergenti e led bianchi.
Il fosforo si presenta come un solido ceroso bianco dal caratteristico sgradevole odore agliaceo; quando è molto puro risulta trasparente. È insolubile in acqua e solubile nei solventi organici apolari. Riscaldato in aria, brucia facilmente formando l'anidride fosforica P4O10 (decaossido di tetrafosforo), spesso scritta con la formula minima P2O5.

## Storia
Il fosforo venne isolato per la prima volta dal chimico tedesco Hennig Brand nel 1669. Nel tentativo di distillare i sali residui dell'evaporazione dell'urina, Brand produsse un materiale bianco, luminescente al buio, che bruciava con fiamma brillante. Da allora, la parola fosforescente è stata usata per descrivere quei materiali che emettono luminescenza al buio senza bruciare.
Le discussioni degli alchimisti si ravvivarono, e grandi nomi della scienza dell'epoca, come Robert Boyle, parteciparono al dibattito sulle proprietà del nuovo materiale luminescente.
La città di Bologna lega il proprio nome al materiale: il 12 dicembre 1711 vi venne fondato l'Istituto delle Scienze, opera di Luigi Ferdinando Marsili, presso cui proseguì lo studio del fenomeno dei fosfori, soprattutto ad opera del chimico e medico Jacopo Bartolomeo Beccari. Beccari dapprima fu professore di fisica (dal 4 dicembre 1711), per poi diventare docente di chimica presso l'istituto. La cattedra, fondata il 16 novembre 1737 era strettamente legata alla facoltà di medicina, e fu la prima in Italia ad istituire l'insegnamento della chimica sperimentale.
Nell'ambito del suo lavoro, Beccari realizzò con alcuni collaboratori alcune macchine e dispositivi sperimentali per lo studio dei fosfori e dei composti organici. I risultati del lavoro vennero raccolti da Francesco Maria Zanotti, segretario accademico, nel De Bononiensis scientiarum et Artium Instituto atque Accademiae. Commentarii. Anche lo stesso Marsigli fu impegnato nella ricerca sull'argomento, esponendo presso l'Accademia delle Scienze di Parigi i risultati ottenuti.
Tra la fine del XVIII secolo e gli inizi del XIX secolo l'uso del fosforo cominciò a venire compreso correttamente. Nel Cours de physique experimentale et de chimie; a l'usage des Ecole centrales, spécialment de l'Ecole centrale de la Côte d'Or del 1801 è presente una spiegazione dettagliata di come usare la pietra per ottenere oggetti fosforescenti.
I primi fiammiferi vennero prodotti con il fosforo bianco, che però era pericoloso e tossico da maneggiare. L'esposizione ai vapori provocava ai lavoratori la necrosi delle ossa della mascella.
Con l'adozione del fosforo rosso, meno volatile e più stabile, i rischi vennero ridotti.
Il fosforo bianco è stato usato in diverse guerre come arma incendiaria.

## Isotopi
Il fosforo è l'undicesimo elemento per abbondanza (≈1 120 ppm) sulla crosta terrestre. Come anche l'arsenico, che lo segue nello stesso gruppo 15, è un elemento monoisotopico: l'unico suo isotopo naturale e stabile è 31P. Questo isotopo è anche l'unico presente in natura, per cui il fosforo è anche un elemento mononuclidico (come pure As e Bi nello stesso gruppo). Questa circostanza permette di conoscere la sua massa atomica con grande accuratezza: 30,973761998±0,000000005 u. Questo isotopo 31P è un nuclide dotato di spin nucleare, il che permette di usare su di esso la risonanza magnetica nucleare (31P-RMN); inoltre, il suo valore di 1/2 comporta assenza di momento di quadrupolo nucleare e questo permette di ottenere spettri ad alta risoluzione per i composti del fosforo.
Si conoscono 23 nuclidi del fosforo, aventi numeri di massa compresi tra A = 24 e A = 46.

### Isotopi artificiali
Il 29P (spin 1/2) per il 99,9% dei casi decade per emissione di positrone (decadimento β+) e, nello 0,08%, per cattura elettronica (ε), per dare in ogni caso silicio-29, stabile; l'emivita complessiva è di soli 4,142 secondi; le energie rilasciate sono: Qε = 4 942 keV e Qβ+ = 3 920 keV.
Il 30P (spin 1) per il 99,9% dei casi decade per emissione di positrone (β+) e, nello 0,14%, per cattura elettronica (ε), per dare in ogni caso silicio-30, stabile; l'emivita complessiva è di 2,498 minuti; le energie rilasciate sono: Qε = 4 232 keV e Qβ+ = 3 210 keV.
Il 32P (spin 1) decade per emissione di elettrone (decadimento β−) per dare zolfo-32, stabile, con emivita di 14,26 giorni, rilasciando un'energia di 1 710 keV. Viene usato nella ricerca biochimica come tracciante per DNA e RNA.
Il 33P (spin 1/2), l'isotopo più longevo, decade per emissione di elettrone (β−) per dare zolfo-33, stabile, con emivita di 25,34 giorni, rilasciando un'energia di 248,51 keV.

## Forme cristalline
Il fosforo esiste in varie forme allotropiche identificate dal loro colore: bianco (o giallo), rosso e nero (o violetto). Le due più comuni sono il fosforo rosso, in realtà violetto, ed il fosforo bianco, entrambi costituiti da gruppi tetraedrici di quattro atomi ciascuno. Il fosforo bianco brucia spontaneamente all'ossigeno dell'aria sopra i 40 °C; può essere convertito nella forma rossa tramite riscaldamento in assenza di aria. Il fosforo rosso è relativamente stabile e perciò poco reattivo; sublima a 170 °C e si incendia per impatto o sfregamento.
Il fosforo nero ha una struttura simile a quella della grafite ed è un semiconduttore: gli atomi sono disposti in fogli paralleli di anelli esagonali condensati.

## Disponibilità
Per via della sua reattività, il fosforo non esiste allo stato nativo in natura. È tuttavia ampiamente presente in numerosi minerali. Le rocce fosfatiche, principalmente costituite da apatite (un fosfato di calcio impuro avente la seguente formula molecolare: 3 Ca3(PO4)2 · CaX2 dove X può essere ione fluoruro, cloruro, idrossido o ½ ione carbonato) sono un'importante fonte commerciale di questo elemento. Grandi giacimenti di apatite sono stati trovati in Cina, in Russia, in Marocco e negli Stati Uniti.
Il fosforo bianco viene estratto dall'apatite per arrostimento in fornace in presenza di carbone e silice. Il fosforo elementare si libera come vapore che viene raccolto e conservato sotto acido fosforico.

## Produzione
La produzione di fosforo consiste in una riduzione di minerali di fosforo (fluoroapatiti, idrossiapatiti, carbonatoapatiti, etc) detti minerali fosfatici. Li si fa reagire con quarzite e coke. Una volta miscelati e macinati i componenti, vengono caricati in forni elettrici ad arco, questi forni forniscono il calore necessario alla reazione che è fortemente endotermica (ΔH298 K = 1695 kJ/mol).
{\displaystyle {\ce {2Ca3(PO4)2 + 6 SiO2 + 10C -> 6CaSiO3 + P4 + 10CO}}}
I fumi che escono vengono depurati dal minerale e da altri reagenti fini trascinati a temperatura tale che il fosforo, condensando, non venga pure abbattuto. L'aeriforme restante è costituito da vapori di fosforo, CO e SiF4 e viene inviato in una torre dove viene spruzzata dell'acqua (badando che la temperatura non scenda sotto i 60 °C). Il fosforo così condensa ma non solidifica e si raccoglie sott'acqua. Quest'ultima, per reazione con SiF4, si è trasformata in soluzione di acido metasilicico e fluorosilicico. Il CO, integralmente defosforato e defluorurato, viene anche deumidificato per raffreddamento e usato poi come combustibile. Le scorie prodotte dal forno, costituite essenzialmente da CaSiO3, sono buoni additivi per cementi e conglomerati bituminosi. Dal basso del forno si scarica anche la lega ferro - fosforo, usata in siderurgia. Il fosforo liquido, trattato con decolorante, viene pompato poi alla filtrazione e successivamente fatto solidificare in forma "bianca" e foggiato in pezzature commerciali sott'acqua o in ambiente di anidride carbonica. Sempre conservato in acqua, il fosforo bianco viene immesso al consumo.

## Applicazioni
L'acido fosforico concentrato (H3PO4) è ampiamente usato per la produzione di fertilizzanti. Oltre a ciò
- i fosfati sono usati nei vetri speciali per le lampade al sodio;
- il fosfato di calcio è usato per la produzione della porcellana e per la produzione del mono-fosfato di calcio, usato come lievitante;
- viene usato nella produzione di acciai e bronzi speciali;
- il fosfato trisodico è impiegato per addolcire l'acqua e prevenire le ostruzioni da calcare;
- il fosforo bianco trova impiego nell'industria bellica per la produzione di ordigni incendiari, bombe fumogene e proiettili traccianti.
- diversi composti di fosforo sono usati nella produzione di fiammiferi.
- il fosforo è utilizzato nel drogaggio dei semiconduttori per aumentarne la conducibilità.

## Funzione biologica
I composti del fosforo sono coinvolti nelle funzioni vitali di tutte le forme di vita conosciute.
Gruppi fosfato sono parte delle molecole del DNA, dell'RNA, dell'ATP e dei fosfolipidi. Il fosfato di calcio è un componente essenziale delle ossa.
Elemento strutturale di denti, ossa e cellule, il fosforo è un minerale che rappresenta più dell'1% del peso corporeo.
Il fosforo è indispensabile in vari processi di produzione di energia (metabolismo dei grassi, dei carboidrati e delle proteine) e stimola le contrazioni muscolari; il fosforo è inoltre necessario nella mediazione intracellulare, assicura la funzionalità renale e la trasmissione degli impulsi nervosi.
Fonti alimentari di fosforo sono cereali, verdure, latte, carni bovine, pesce, pollame e legumi. Dai 25 anni in poi la dose raccomandata di fosforo è di 800 mg/die.
I neonati sino a 6 mesi hanno un fabbisogno di 300 mg/die, mentre dai 6 mesi a 1 anno la dose raccomandata è di 600 mg/die. I bambini da 1 a 10 anni hanno un fabbisogno di 800 mg/die; dagli 11 ai 24 anni il fabbisogno è pari a 1200 mg/die.
Sebbene la carenza di fosforo sia rara in quanto il minerale è presente in una grande varietà di alimenti, un'assunzione insufficiente può determinare difficoltà nella crescita, disturbi ossei come l'osteoporosi, alterazioni della conduzione nervosa, stanchezza mentale e fisica.
Al fosforo e al consumo di pesce è stato attribuito un effetto positivo sull'intelligenza e sulla memoria. Da alcuni studi è emerso che effettivamente il consumo di pesce agevola l'intelligenza verbale e visospaziale, ma ciò non sarebbe dovuto al fosforo, bensì probabilmente alla funzione di alcuni acidi grassi presenti nel pesce, in particolare omega-3 e omega-6.
Una adeguata quantità di fosforo è necessaria all'assimilazione del calcio. La fitina è necessaria per il metabolismo del fosforo.

## Precauzioni
Il fosforo bianco è molto velenoso, la dose letale media è di 1 mg.
L'allotropo va conservato sotto acqua e va manipolato solo con pinze, dato che il contatto con la pelle può causare ustioni. L'avvelenamento cronico provoca la necrosi del tessuto osseo. Gli esteri fosforici sono velenosi per il sistema nervoso, mentre i fosfati inorganici sono sostanzialmente atossici.
Lo sversamento di grandi quantità di fertilizzanti o detergenti a base fosforica causa l'inquinamento del suolo e l'eutrofizzazione delle acque.